# 合失
合失（羅馬化：Qašin，1215年—？），蒙古帝国大汗窝阔台的第五子。昂灰皇后所生。合失是贵由大汗和阔端太子、阔出太子的弟弟，被称为合失大王，合失嗜酒死的很早。蒙古称西夏为河西，合失与河西音近。及合失卒，左右讳言河西，惟称唐古特。他在1235年生下的儿子海都，成为窝阔台后王中的成功者，是窝阔台汗国的奠基者，始终与忽必烈争夺大汗之位。
另拉施特《史集》载合失大王出生正值成吉思汗征服西夏，则其当生于1209年，而非《新元史》所载的太祖十年（1215年）。未详孰是。

## 延伸阅读
[在维基数据编辑]
 《新元史/卷111》，出自柯劭忞《新元史》